# Calamar (Bolívar)
Calamar è un comune della Colombia facente parte del dipartimento di Bolívar.
Il centro abitato venne fondato da un gruppo di coloni nel 1848.